# 2020年太平洋飓风季时间轴
2020年太平洋颶風季于5月15日在西经140度线以东的东太平洋正式开始，6月1日在西经140度线至国际日期变更线之间的中太平洋开始，11月30日结束，传统上每年国际日期变更线以东绝大多数熱帶氣旋都是这段时间形成。4月25日第一E号热带低气压形成，提前拉开飓风季序幕；热带风暴波罗是本季最后的风暴，11月19日消散并为飓风季划上句点。
4月25日就形成第一个热带气旋，创下有纪录以来太平洋颶風季新纪录。全季热带天气活跃程度低于平均水平，共16场风暴获名虽与1981至2010年均值15差不多，但只有四场达到飓风强度，仅均值一半；三场飓风达到大型飓风标准，对比均值为四。全季衡量热带气旋持续时长和强度的气旋能量指数与长期平均值相差超四成。
本季只有少数风暴对陆地影响很大：热带风暴阿曼达五月在萨尔瓦多、危地马拉、洪都拉斯造成多人丧生和大面积破坏。热带风暴福斯托的残留八月在北加利福尼亞州四处引发山火，导致重大破坏；飓风吉纳维芙给下加利福尼亞半島带去飓风强度狂风并致人员伤亡，热带风暴埃尔南同样吹袭该半岛，但强度、破坏、人员伤亡都远不及吉纳维芙。此外，飓风道格拉斯七月一度非常靠近歐胡島，所幸最终影响很小。

## 时间轴
國家颶風中心针对东太平洋和中太平洋热带气旋发布公告时采用四种时区：西经106度以东风暴采用北美中部时区、西经114.9至106度采用北美山区时区、140至115度采太平洋时区，西经140度至国际日期变更线用夏威夷－阿留申時區，但为方便起见本文统一采用协调世界时。2020年太平洋飓风季时间轴记载全季所有热带或亚热带气旋形成、增强、减弱、登陆，转变成溫帶氣旋及消散的具体信息，还包括飓风季期间没有发布的内容，如飓风季过后国家飓风中心重新分析并回顾各风暴时的更新，包括最大持续风速、位置、距离在内的所有数字均四舍五入成整数。

### 四月
4月25日

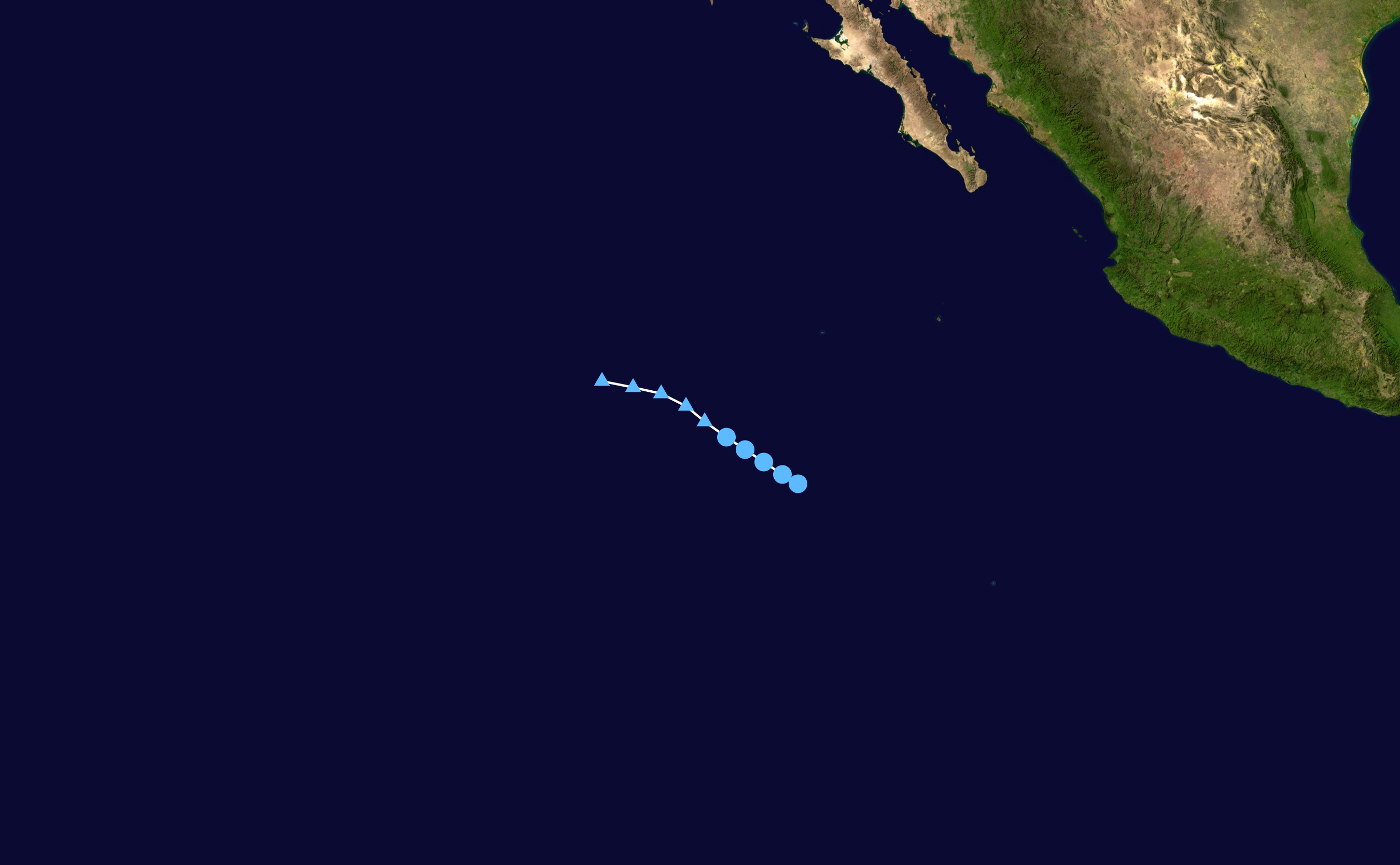
第一E号热带低气压路径

- 06:00，13°30′N 115°30′W / 13.5°N 115.5°W：下加利福尼亞半島最南端西南约1295公里的低气压区形成第一E号热带低气压，创下史上形成日期最早的东太平洋熱帶氣旋纪录，同时达到最大持续风速每小时55公里、最低气压1006毫巴（百帕，29.71英寸汞柱）的最高强度[11]。

4月26日
- 12:00，15°30′N 118°30′W / 15.5°N 118.5°W：第一E号热带低气压在下加利福尼亚半岛最南端约1480公里消退成残留低气压区[11]。

### 五月
5月15日
- 2022年太平洋飓风季在东太平洋正式开始[1]。

5月30日

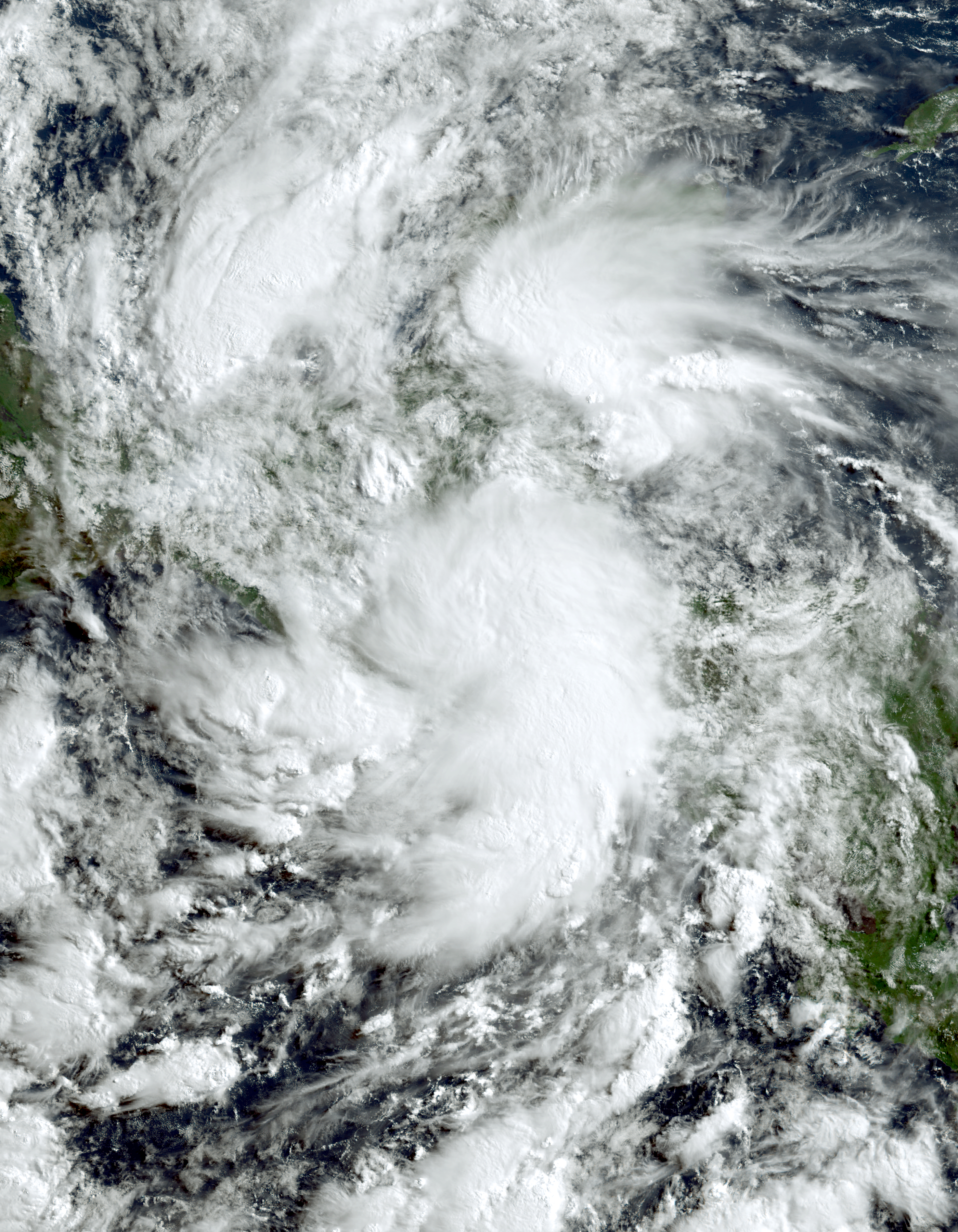
登陆不久的阿曼达

- 18:00，12°12′N 90°54′W / 12.2°N 90.9°W：开尔文波、冷心低壓、东风波在危地马拉聖何塞港以南约185公里相互影响，形成第二E号热带低气压[4]。

5月31日
- 06:00，13°18′N 90°24′W / 13.3°N 90.4°W：第二E号热带低气压在危地马拉与萨尔瓦多边境西南偏南约55公里增强成热带风暴并获名阿曼达，同时达到风力时速65公里、最低气压1003毫巴（百帕，29.62英寸汞柱）最高强度[4]。
- 10:00，13°48′N 90°18′W / 13.8°N 90.3°W：热带风暴阿曼达以持续风速每小时65公里强度登陆危地马里[4]。
- 18:00，16°00′N 90°00′W / 16.0°N 90.0°W：热带风暴阿曼达在瓜地馬拉市东北偏北约165公里消散，气旋残留在墨西哥湾促使热带风暴克里斯托瓦尔形成[注 2][4]。

### 六月
6月1日
- 飓风季在中太平洋正式开始[1]。

6月24日

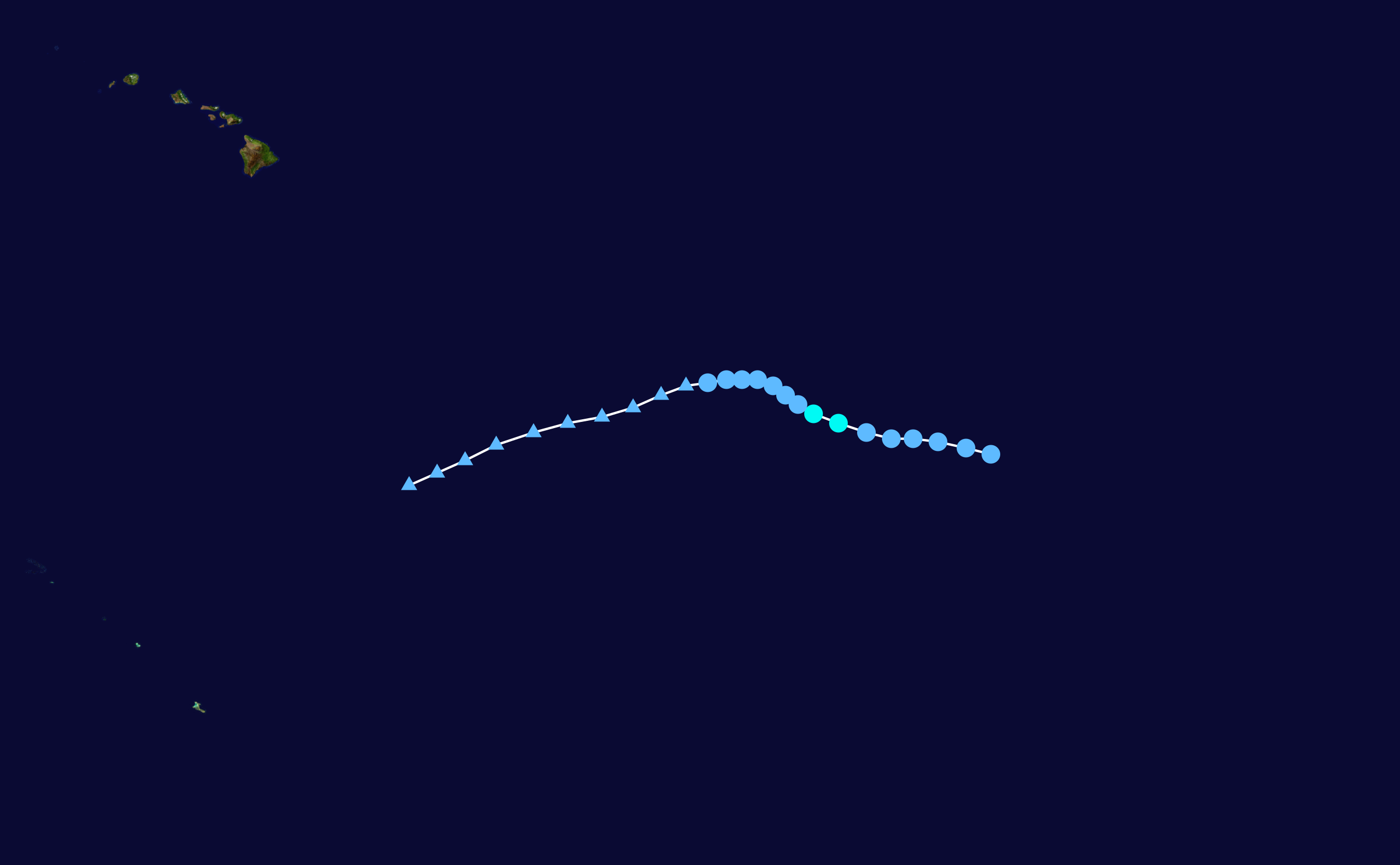
热带风暴鲍里斯路径

- 06:00，10°00′N 131°54′W / 10.0°N 131.9°W：东风波、扰动天气区、馬登－朱利安振盪利好因素共同影响，在下加利福尼亚半岛最南端西南约2750公里形成第三E号热带低气压[12]。

6月25日
- 18:00，11°00′N 136°48′W / 11.0°N 136.8°W：第三E号热带低气压在夏威夷州希洛东南偏东约2145公里升级招风暴并获名“鲍里斯”，同时达到风力时速65公里、最低气压1005毫巴（百帕，29.68英寸汞柱）[12]。

6月26日
- 06:00，11°36′N 138°06′W / 11.6°N 138.1°W：热带风暴鲍里斯在希洛东南偏东约1990公里降级热带低气压[12]。

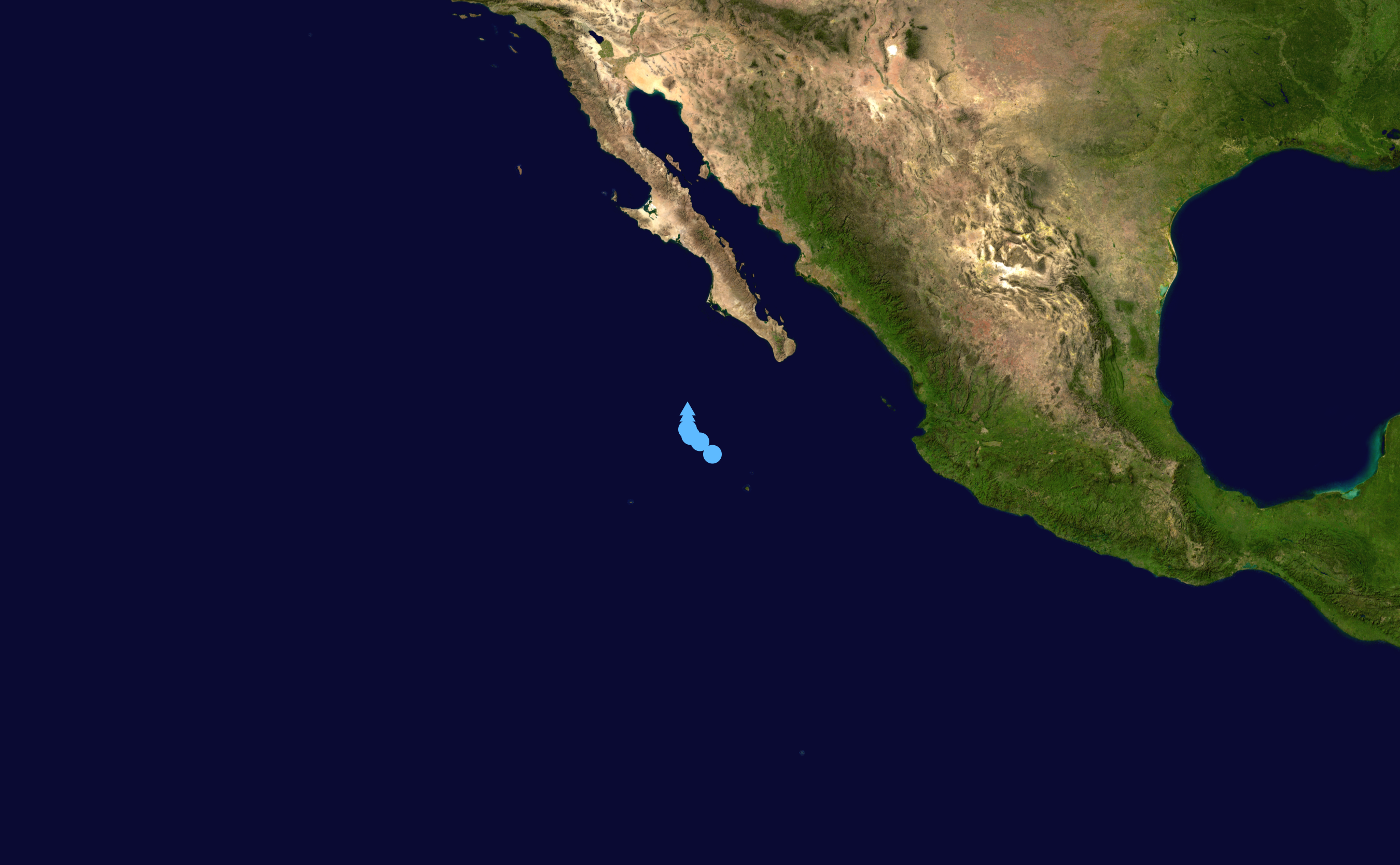
第四E号热带低气压移动路线

6月28日
- 00:00，12°12′N 141°42′W / 12.2°N 141.7°W：热带低气压鲍里斯在希洛东南偏东约1635公里退化成残留低气压区[12]。

6月29日
- 18:00，20°30′N 112°36′W / 20.5°N 112.6°W：扰动天气区和东风波相互影响，在下加利福尼亚半岛最南端西南约410公里形成第四E号热带低气压。气旋达到持续风速每小时45公里、最低气压1006毫巴（百帕，29.71英寸汞柱）最高强度。[13]

6月30日
- 18:00，20°30′N 112°36′W / 20.5°N 112.6°W：第四E号热带低气压在下加利福尼亚半岛最南端西南约380公里瓦解成残留低气压区[13]。

### 七月
7月6日

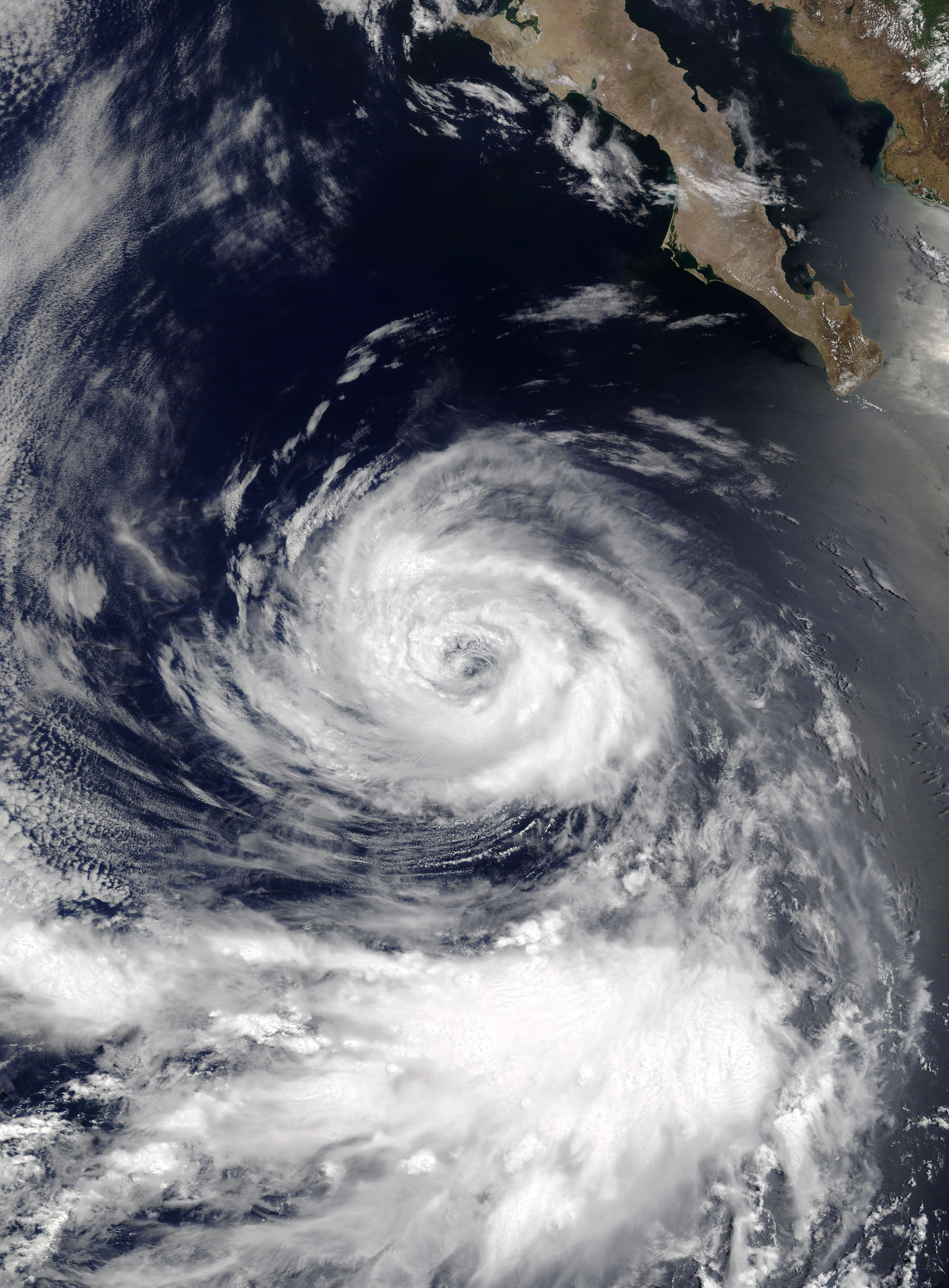
热带风暴克里斯蒂娜正处最高强度

- 18:00，10°24′N 99°30′W / 10.4°N 99.5°W：东风波在墨西哥阿卡普尔科以南约700公里形成第五E号热带低气压[14]。

7月7日
- 06:00，11°24′N 101°30′W / 11.4°N 101.5°W：第五E号热带低气压在阿卡普尔科西南偏南约630公里强化成热带风暴并获名“克里斯蒂娜”[14]。

7月10日
- 18:00，19°24′N 114°48′W / 19.4°N 114.8°W：热带风暴克里斯蒂娜在下加利福尼亚半岛最南端西南约630公里达到风力时速110公里、最低气压993毫巴（百帕，29.32英寸汞柱）最高强度[14]。

7月12日
- 18:00，20°36′N 124°48′W / 20.6°N 124.8°W：热带风暴克里斯蒂娜在下加利福尼亚半岛最南端西南偏西约1555公里消退成残留低气压区[14]。

7月13日

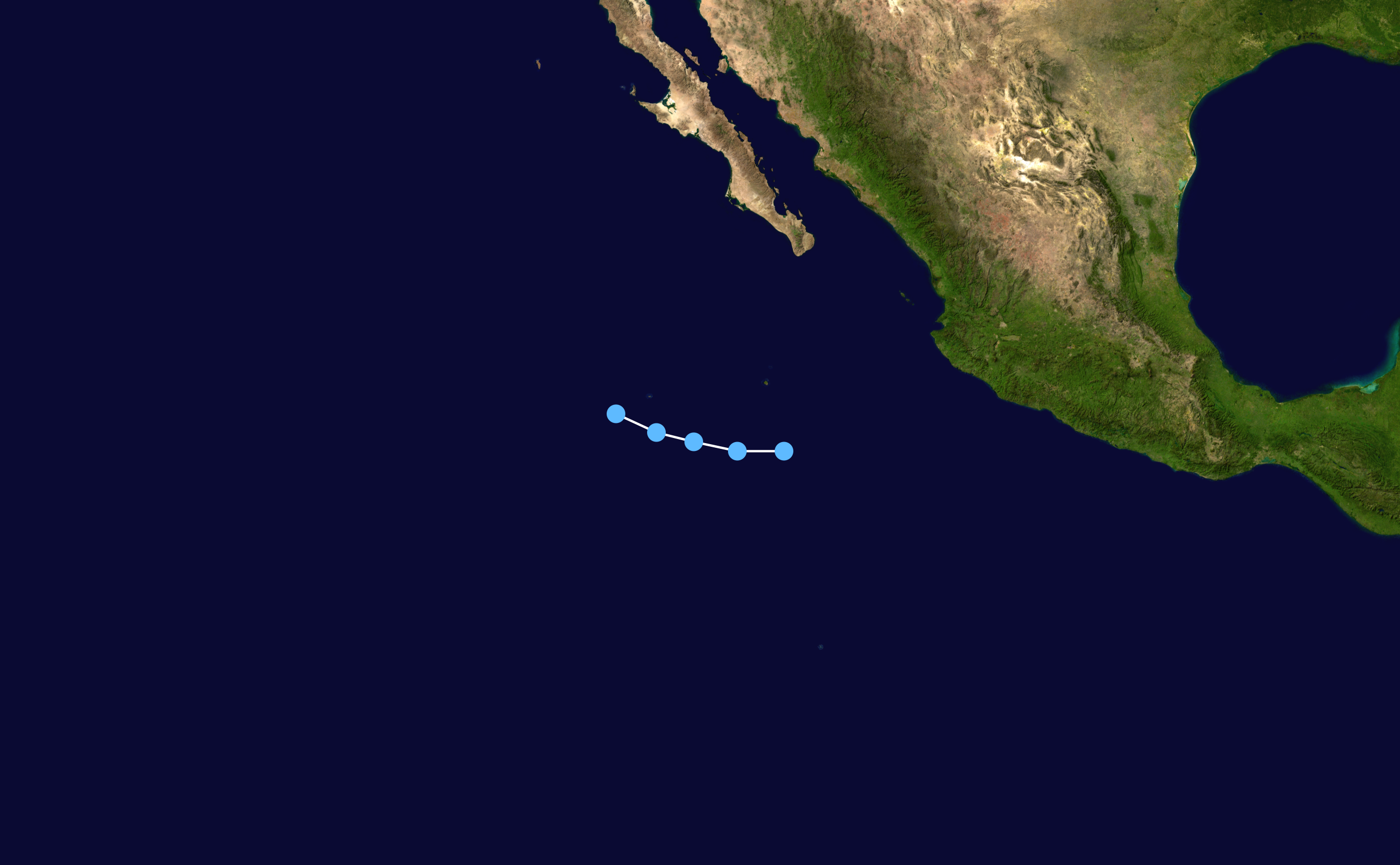
第六E号热带低气压移动路线

- 12:00，16°36′N 110°24′W / 16.6°N 110.4°W：卡沃圣卢卡斯西南偏南约755公里的东风波发展出第六E号热带低气压，同时达到持续风速每小时55公里、最低气压1007毫巴（百帕，29.74英寸汞柱）最高强度[15]。

7月14日
- 18:00：第六号号热带低气压在下加利福尼亚半岛最南端西南偏西约980公里消散[15]。

7月20日

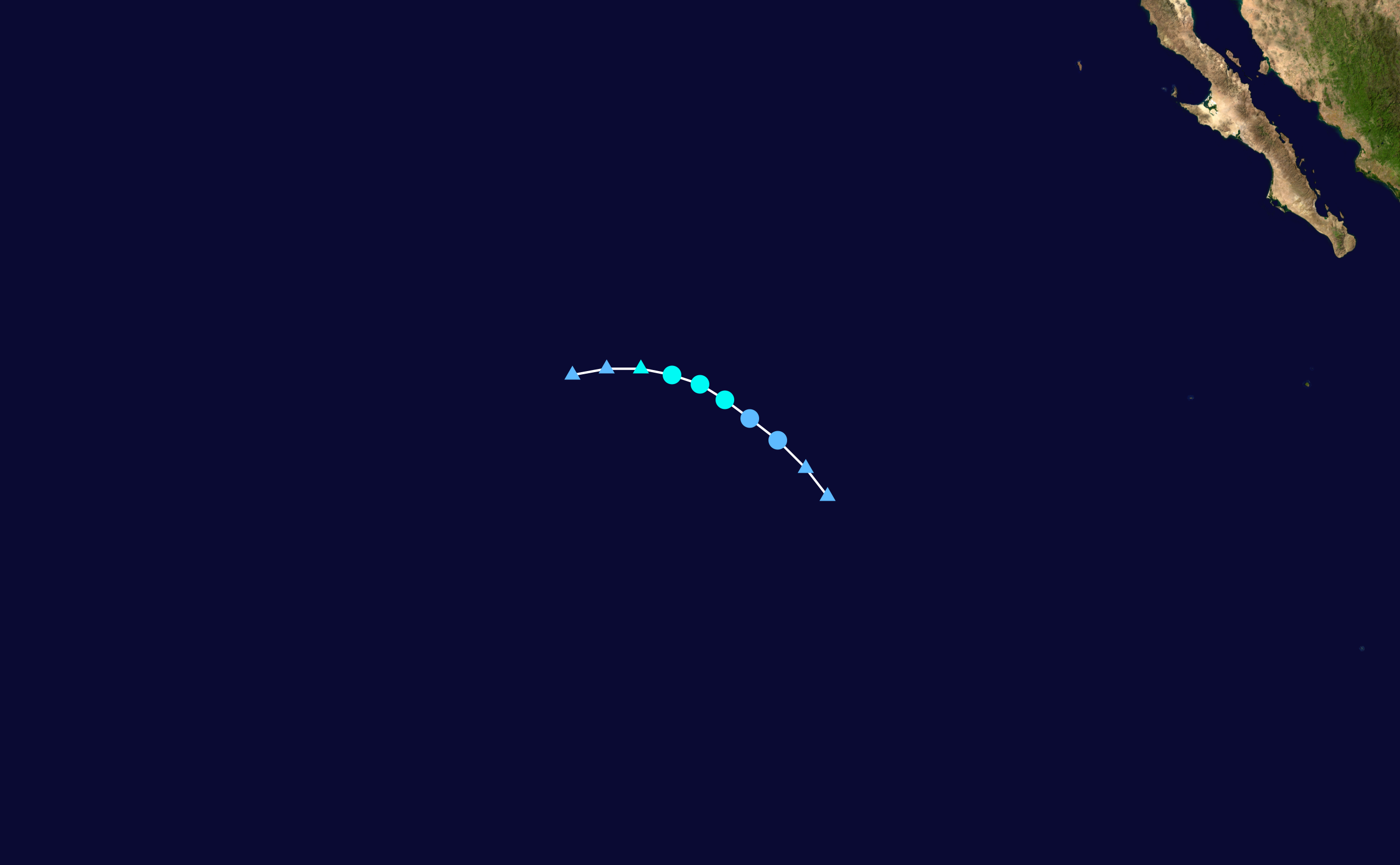
无名热带风暴路径

- 00:00，17°00′N 128°00′W / 17.0°N 128°W：东风波在下加利福尼亚半岛最南端西南偏西约1990公里形成第七E号热带低气压[16]。
- 00:00，14°42′N 118°48′W / 14.7°N 118.8°W：下加利福尼亚半岛最南端西南偏西约1295公里的东风波发展成第八E号热带低气压[17]。
- 12:00，18°18′N 129°42′W / 18.3°N 129.7°W：第七E号热带低气压在下加利福尼亚半岛最南端西南偏西约2115公里强化成热带风暴，同时达到持续风速每小时65公里、最低气压1006毫巴（百帕，29.71英寸汞柱）最高强度[注 3][16]。
- 18:00，13°30′N 120°00′W / 13.5°N 120.0°W：第八E号热带低气压在下加利福尼亚半岛最南端以南约1480公里升级热带风暴并获名“道格拉斯”[17]。

7月22日
- 18:00，11°54′N 130°18′W / 11.9°N 130.3°W：热带风暴道格拉斯在墨西哥西南沿海与夏威夷之间中途位置升级一级飓风[17]。

7月23日
- 06:00，12°48′N 133°18′W / 12.8°N 133.3°W：飓风道格拉斯快速增强，在下加利福尼亚半岛最南端西南约2705公里成为三级飓风[17]。

7月24日

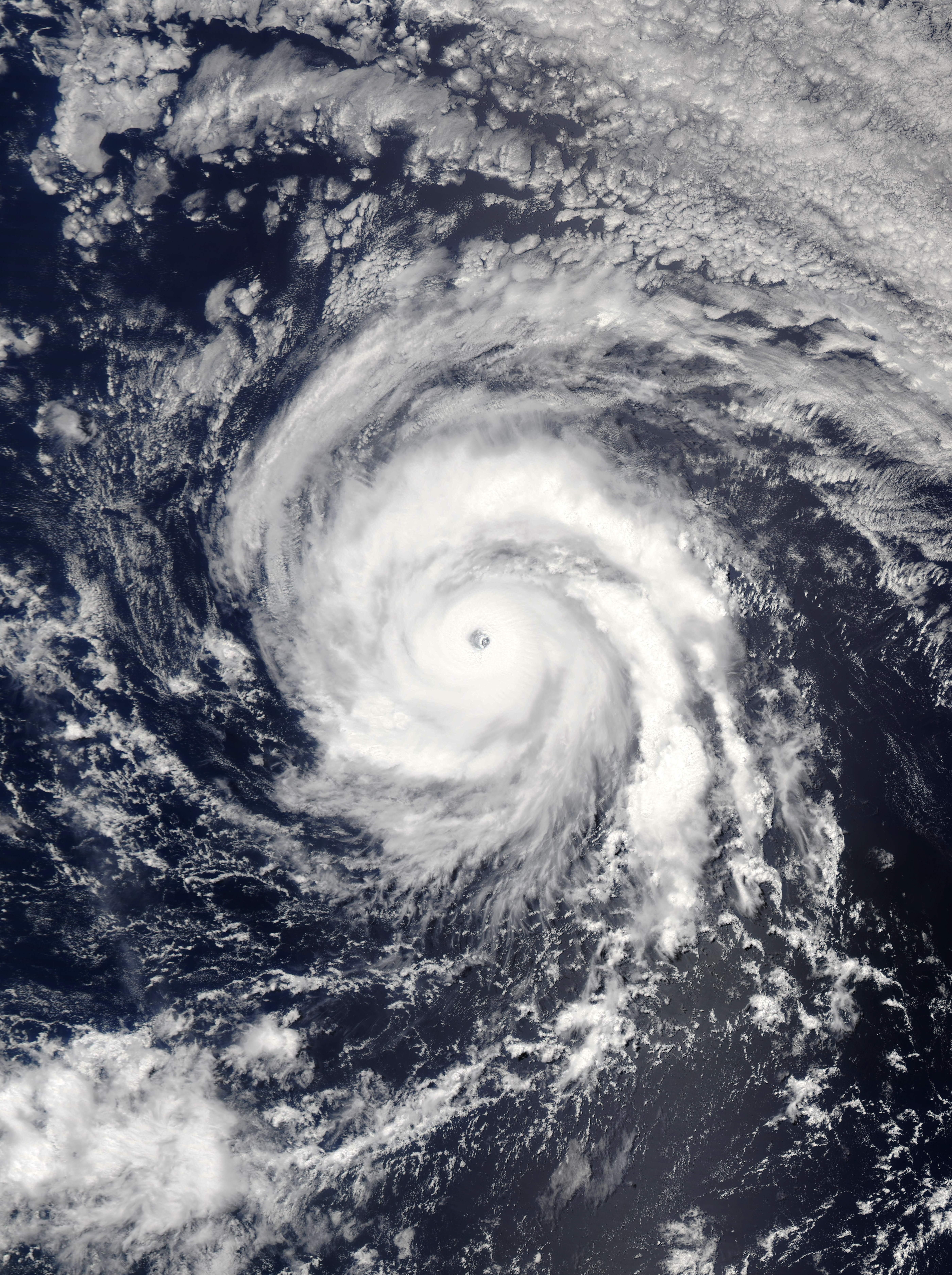
接近最高强度的飓风道格拉斯

- 00:00，14°36′N 138°00′W / 14.6°N 138.0°W：飓风道格拉斯在下加利福尼亚半岛最南端西南偏西约3080公里强化为四级飓风，同时达到持续风速每小时215公里、最低气压954毫巴（百帕，28.17英寸汞柱）最高强度[17]。
- 12:00，16°06′N 141°06′W / 16.1°N 141.1°W：飓风道格拉斯进入中太平洋颶風中心责任范围，强度回落至三级飓风标准[17]。

7月25日
- 06:00，18°12′N 145°54′W / 18.2°N 145.9°W：飓风道格拉斯在希洛东南约980公里降至二级飓风强度[17]。

7月26日
- 00:00，19°42′N 150°42′W / 19.7°N 150.7°W：飓风道格拉斯在希洛以东约460公里降为一级飓风[17]。

7月28日
- 00:00，22°54′N 162°48′W / 22.9°N 162.8°W：飓风道格拉斯在希洛西北约875公里降级热带风暴[17]。

7月29日
- 12:00，24°36′N 174°24′W / 24.6°N 174.4°W：热带风暴道格拉斯在希洛西北约2070公里消退为残留低气压区[17]。

### 八月
8月8日
- 18:00，14°06′N 101°00′W / 14.1°N 101.0°W：墨西哥拉薩羅卡德納斯西南偏南约280公里的东风波发展成第九E号热带低气压[18]

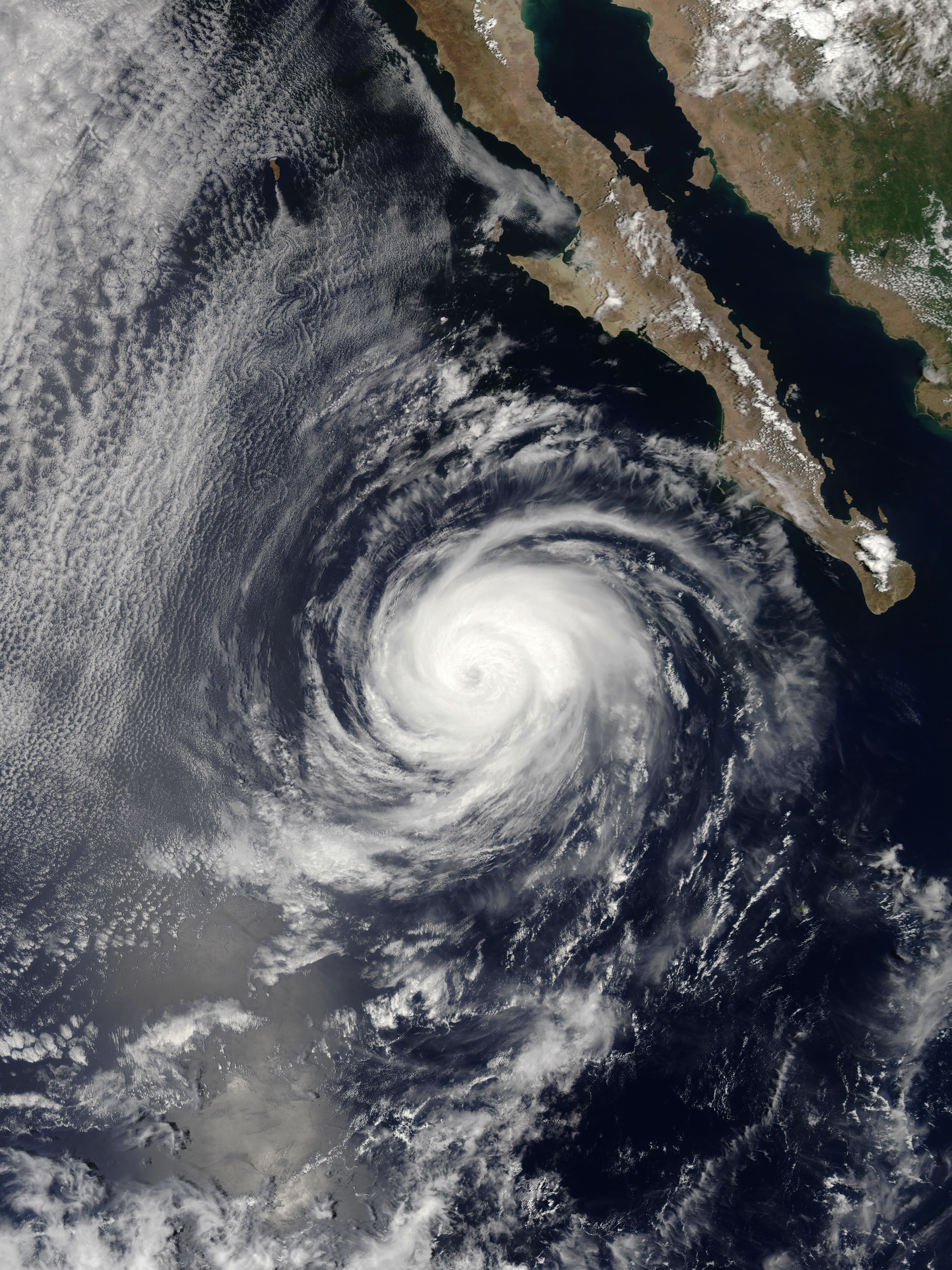
接近最高强度的飓风依利达

8月9日
- 06:00，15°36′N 103°24′W / 15.6°N 103.4°W：第九E号热带低气压在墨西哥曼萨尼约东南偏南约370公里升级热带风暴并获名依利达[18]。

8月10日
- 18:00，19°12′N 110°18′W / 19.2°N 110.3°W：热带风暴依利达在下加利福尼亚半岛最南端以南约410公里升级一级飓风[18]。

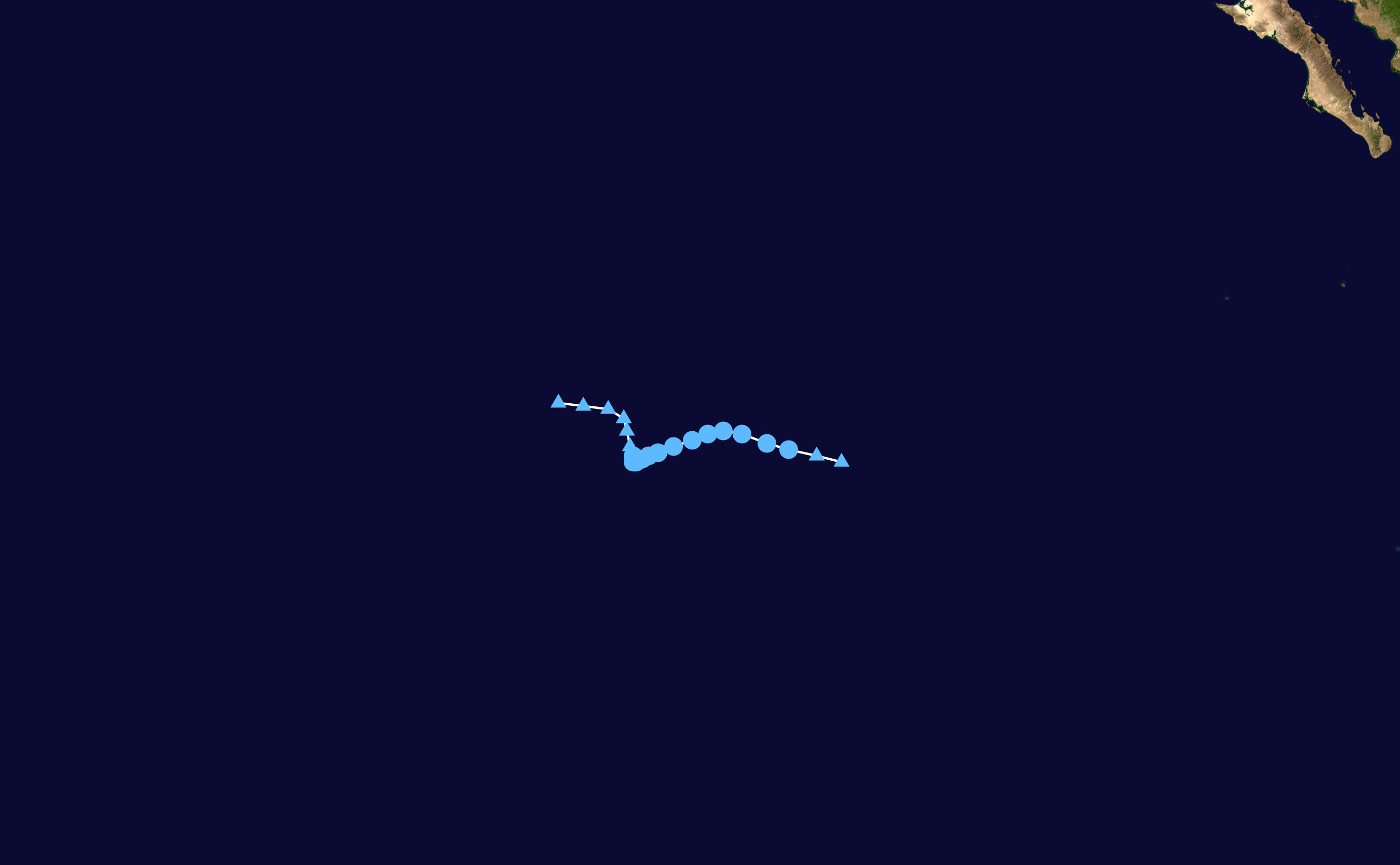
第十E号热带低气压移动路线

8月11日
- 12:00，21°06′N 113°30′W / 21.1°N 113.5°W：飓风依利达在下加利福尼亚半岛最南端西南约410公里增强成二级飓风，同时达到风力时速165公里、最低气压971毫巴（百帕，28.67英寸汞柱子）最高强度[18]。

8月12日
- 00:00，22°12′N 116°00′W / 22.2°N 116.0°W：飓风依利达在下加利福尼亚半岛最南端西南偏西约630公里减弱成一级飓风[18]。
- 12:00，23°06′N 118°18′W / 23.1°N 118.3°W：飓风依利达在下加利福尼亚半岛最南端以西约855公里降级热带风暴[18]。

8月13日
- 00:00，24°06′N 120°00′W / 24.1°N 120.0°W：热带风暴依利达在下加利福尼亚半岛中部沿海西南方向约650公里瓦解成残留低气压区[18]。
- 06:00，13°30′N 128°48′W / 13.5°N 128.8°W：下加利福尼亚半岛最南端西南偏西约2590公里的季风槽内含扰动天气区，形成第十E号热带低气压并达到持续风速每小时55公里、最低气压1004毫巴（百帕，29.65英寸汞柱）最高强度[19]。

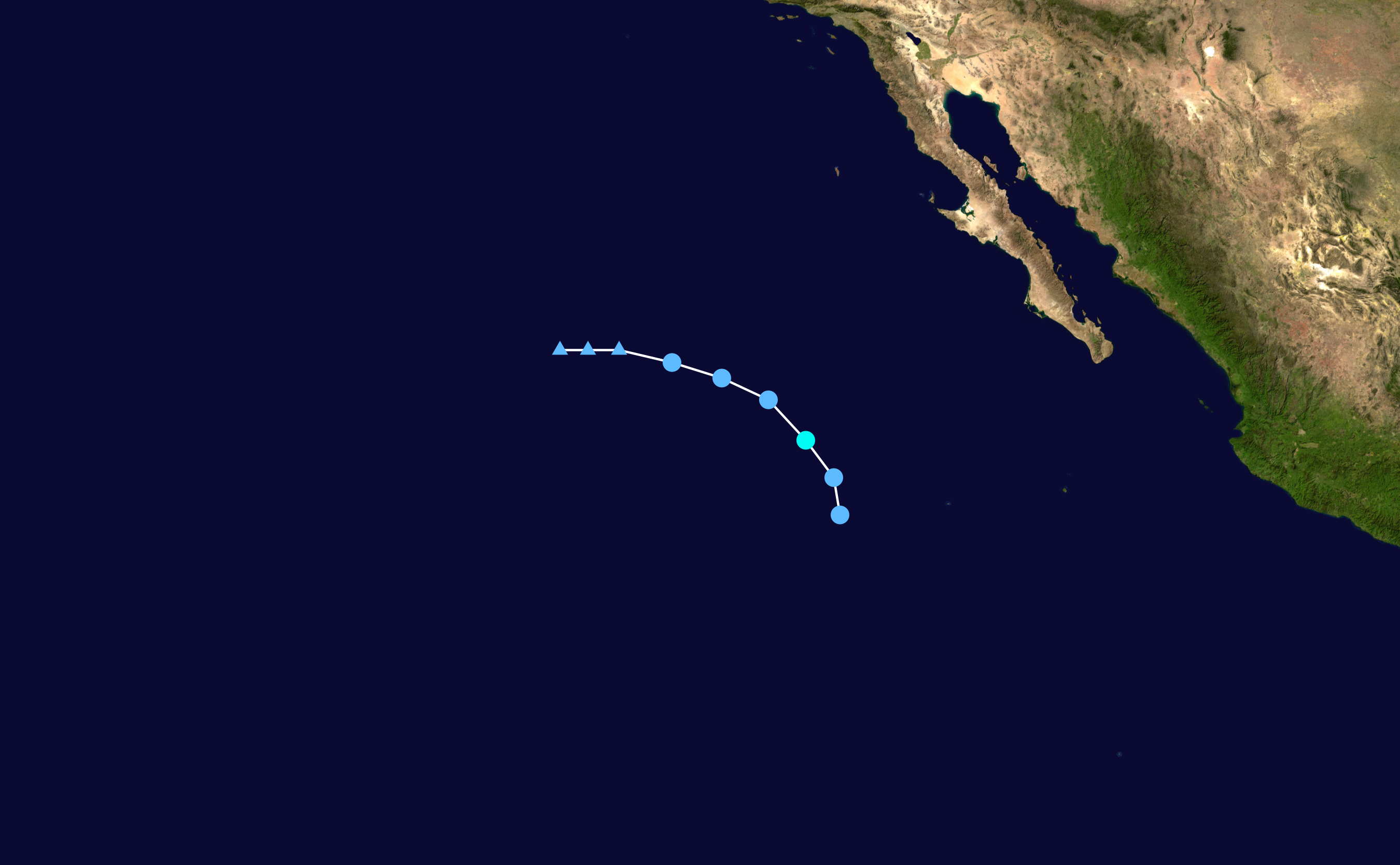
热带风暴福斯托路径图

8月16日
- 00:00，18°00′N 118°12′W / 18.0°N 118.2°W：下加利福尼亚最南端西南偏西约1020公里的东风波形成第十一E号热带低气压[20]
- 12:00，13°36′N 133°54′W / 13.6°N 133.9°W：第十E号热带低气压在下加利福尼亚半岛最南端西南约2730公里瓦解成残留低气压区[19]。
- 12:00，20°24′N 119°18′W / 20.4°N 119.3°W：第十一E号热带低气压在下加利福尼亚半岛最南端西南约1005公里升级热带风暴并获名福斯托，同时达到风力时速65公里、最低气压1004毫巴（百帕，29.65英寸汞柱）最高强度[20]。
- 18:00，21°42′N 120°30′W / 21.7°N 120.5°W：热带风暴福斯托在下加利福尼亚半岛最南端西南偏西约1095公里降级热带低气压[20]。
- 12:00，11°18′N 96°30′W / 11.3°N 96.5°W：第十二E号热带低气压在墨西哥安赫尔港以南约485公里成型[6]。

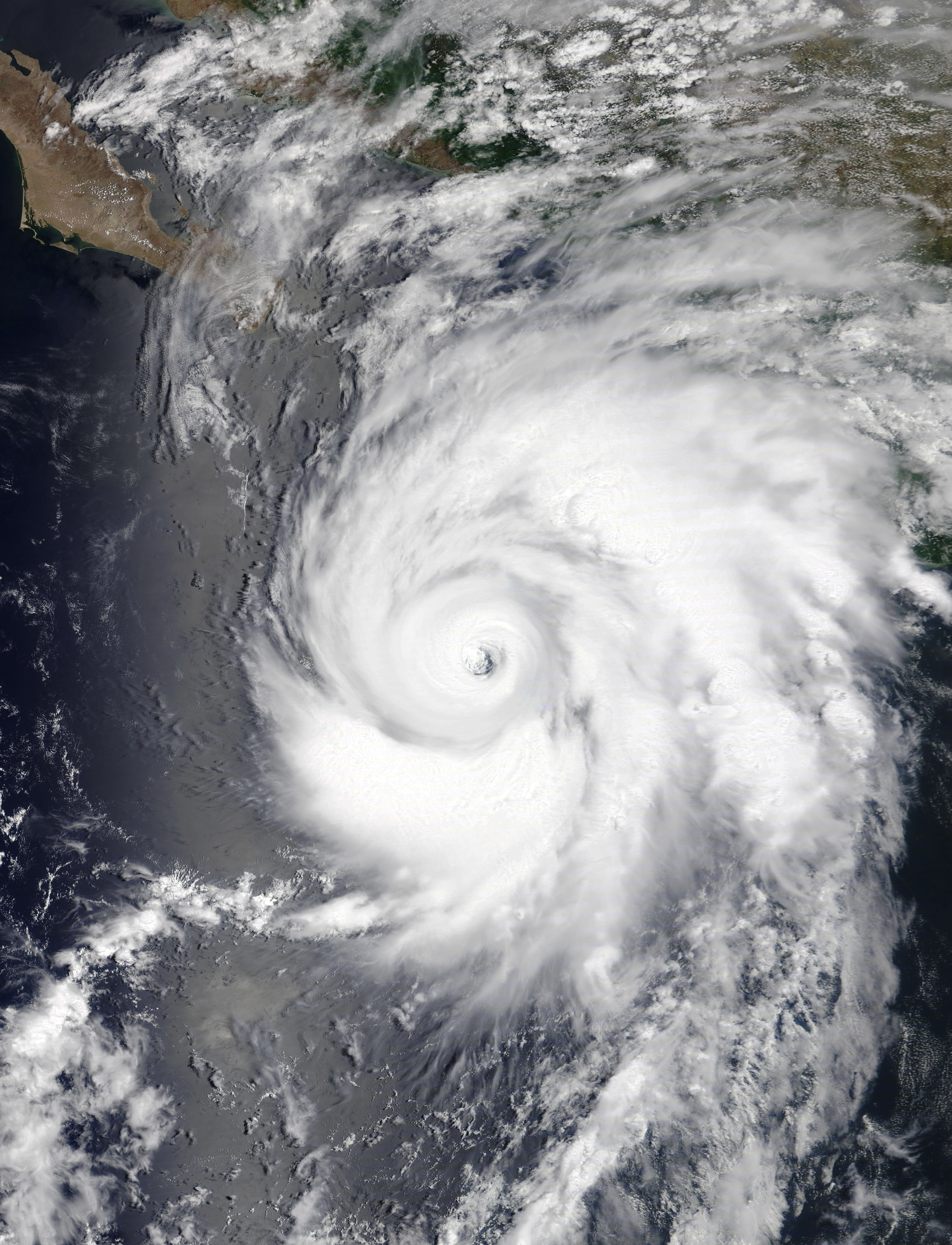
三级飓风吉纳维芙

- 18:00，11°48′N 98°00′W / 11.8°N 98.0°W：第十二E号热带低气压在阿卡普尔科东南约585公里升级热带风暴并获名吉纳维芙[6]。

8月17日
- 12:00，23°18′N 125°18′W / 23.3°N 125.3°W：热带低气压福斯托在下加利福尼亚半岛最南端以西约1575公里消退成残留低气压区[20]。
- 12:00，13°54′N 102°18′W / 13.9°N 102.3°W：热带风暴吉纳维芙在拉萨罗卡德纳斯以南约465公里升级一级飓风[6]。

8月18日
- 00:00，16°00′N 105°18′W / 16.0°N 105.3°W：飓风吉纳维芙在阿卡普尔科西南偏西约595公里强化成二级飓风[6]。
- 12:00，17°42′N 107°36′W / 17.7°N 107.6°W：飓风吉纳维芙快速增强，在曼萨尼约西南偏西约360公里进入四级飓风范围，同时达到持续风速每小时215公里、最低气压950毫巴（百帕，28.05英寸汞柱）最高强度[6]。
- 18:00，18°18′N 108°18′W / 18.3°N 108.3°W：飓风吉纳维芙在下加利福尼亚半岛最南端东南偏南约530公里降为三级飓风[6]。

8月19日
- 06:00，19°54′N 109°12′W / 19.9°N 109.2°W：飓风吉纳维芙在下加利福尼亚半岛最南端以南约340公里减弱成二级飓风[6]。
- 18:00，21°06′N 109°54′W / 21.1°N 109.9°W：飓风吉纳维芙在下加利福尼亚半岛最南端以南约195公里弱化成一级飓风[6]。

8月20日
- 18:00，23°24′N 112°00′W / 23.4°N 112.0°W：飓风吉纳维芙在下加利福尼亚半岛最南端西北偏西约225公里降级热带风暴[6]。

8月21日
- 18:00，25°24′N 115°12′W / 25.4°N 115.2°W：热带风暴吉纳维芙在下加利福尼亚半岛最南端西北偏西约605公里瓦解成残留[6]。

8月26日

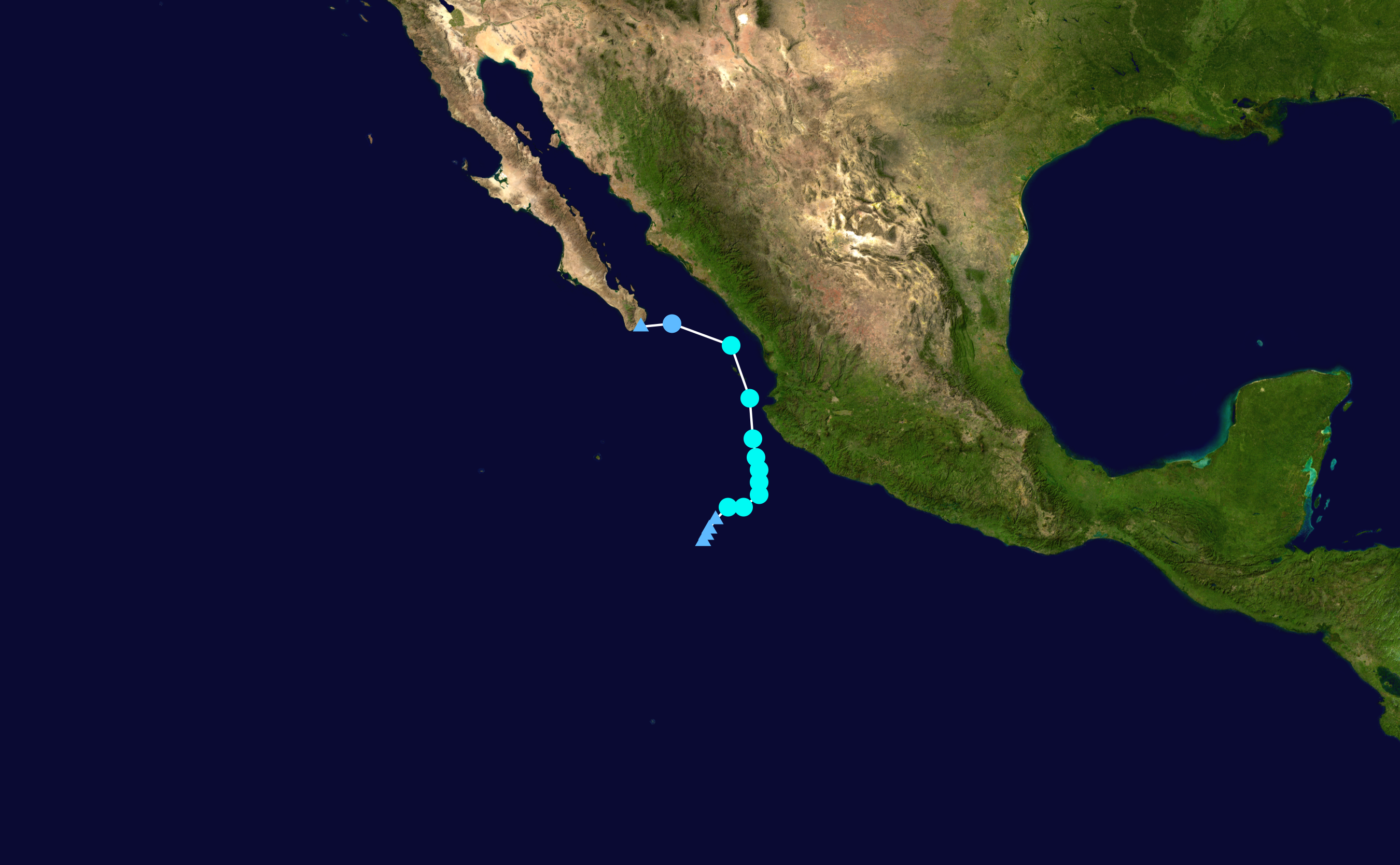
热带风暴埃尔南路径图

- 06:00，17°12′N 106°48′W / 17.2°N 106.8°W：墨西哥科连特斯角西南偏南约545公里季风槽内的扰动天气区发展出热带风暴埃尔南[7]。
- 12:00，15°18′N 117°06′W / 15.3°N 117.1°W：东风波在下加利福尼亚半岛最南端西南约1110公里形成第十四E号热带低气压[21]。
- 18:00，15°30′N 116°48′W / 15.5°N 116.8°W：第十四E号热带低气压在下加利福尼亚半岛最南端西南偏南约1095公里升级热带风暴并获名伊塞尔[21]。

8月27日
- 06:00，18°24′N 105°48′W / 18.4°N 105.8°W：热带风暴埃尔南在曼萨尼约西南约175公里达到风力时速75公里、最低气压1001毫巴（百帕，29.56英寸汞柱）最高强度[7]。

8月28日

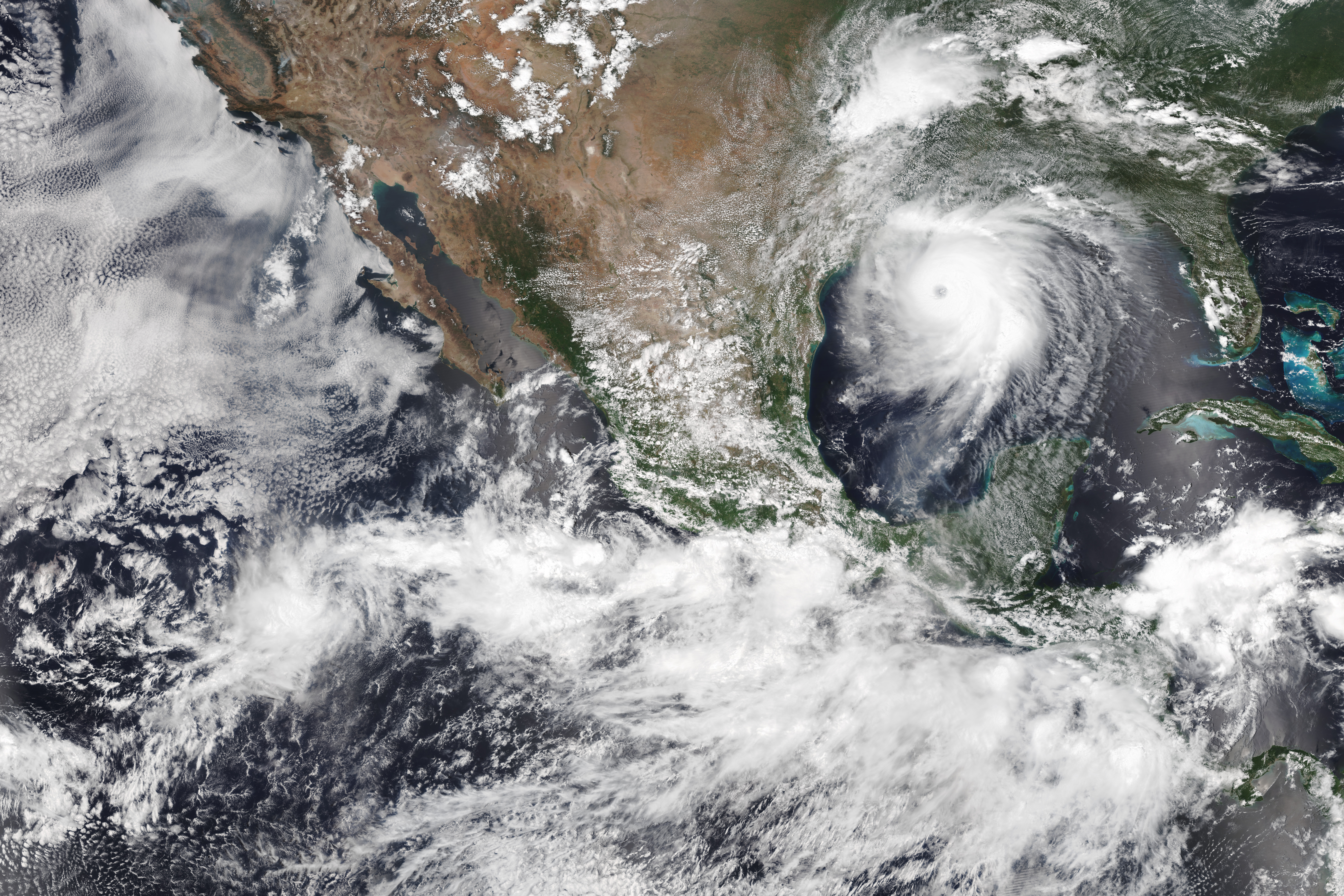
太平洋热带风暴埃尔南、伊塞尔，以及墨西哥湾的大西洋飓风劳拉

- 06:00，17°42′N 115°36′W / 17.7°N 115.6°W：热带风暴伊塞尔在下加利福尼亚半岛最南端西南约820公里达到持续风速每小时85公里、最低气压997毫巴（百帕，29.44英寸汞柱）最高强度[21]。
- 12:00，23°06′N 108°36′W / 23.1°N 108.6°W：热带风暴埃尔南在降级热带低气压下加利福尼亚半岛最南端以东约145公里降级热带低气压[7]。
- 18:00，23°00′N 109°36′W / 23.0°N 109.6°W：热带低气压埃尔南在下加利福尼亚半岛最南端近海消退成残留低气压区[7]。

8月30日
- 06:00，22°06′N 113°48′W / 22.1°N 113.8°W：热带风暴伊塞尔在下加利福尼亚半岛最南端西南偏西约400公里降级热带低气压[21]。
- 18:00，23°24′N 113°18′W / 23.4°N 113.3°W：热带低气压伊塞尔在下加利福尼亚半岛最南端西北偏西约345公里退化成残留低气压区[21]。

### 九月
9月5日

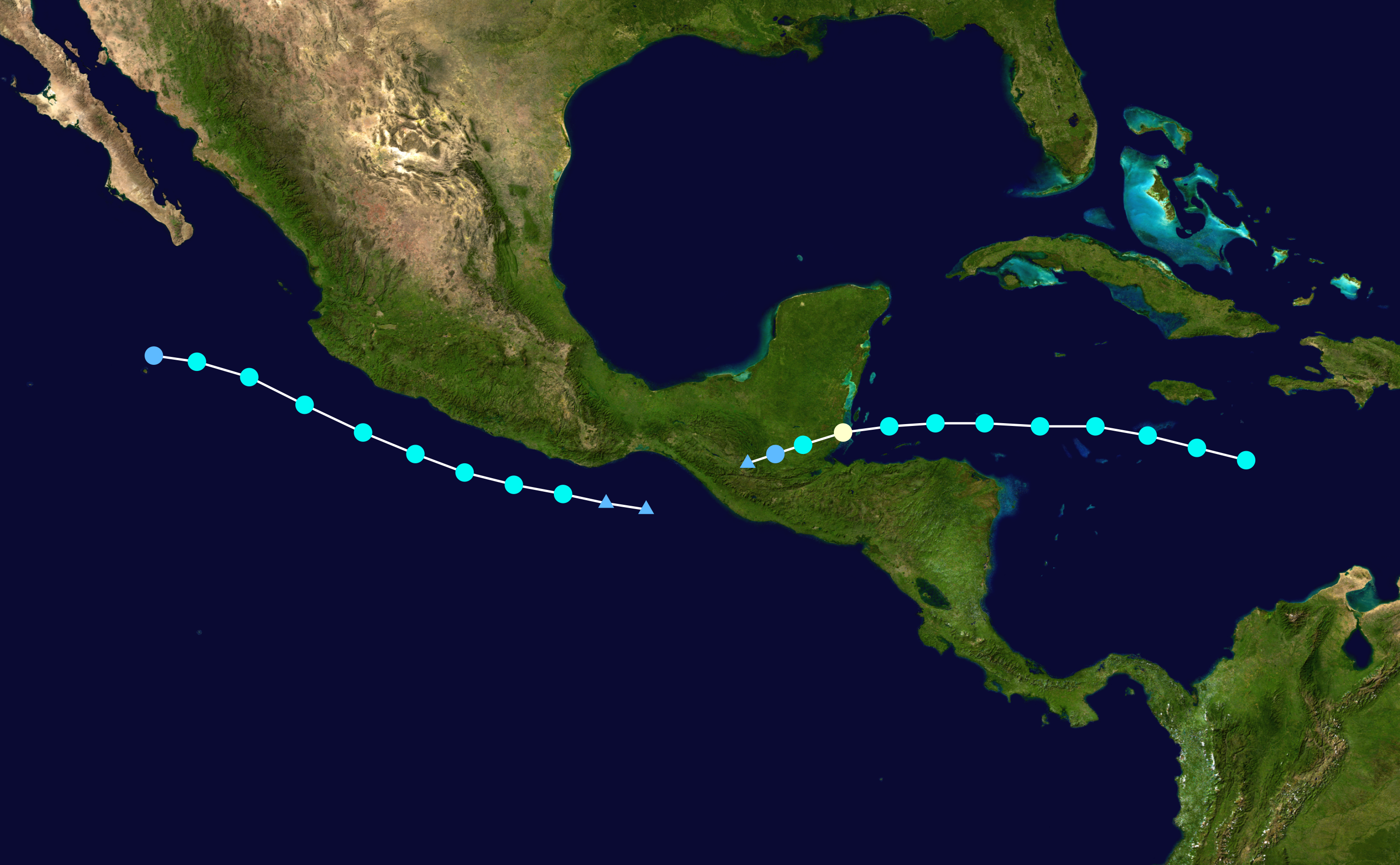
大西洋飓风娜娜和太平洋热带风暴胡里奥（左）的移动路线

- 00:00，14°48′N 97°24′W / 14.8°N 97.4°W：大西洋飓风娜娜的残留在安赫尔港西南约135公里发展成热带风暴胡里奥[22]

9月6日
- 00:00，16°48′N 103°54′W / 16.8°N 103.9°W：热带风暴胡里奥在曼萨尼约东南偏南约250公里达到持续风速每小时75公里、最低气压1004毫巴（百帕，29.65英寸汞柱）最高强度[22]。

9月7日
- 00:00，19°18′N 110°42′W / 19.3°N 110.7°W：热带风暴胡里奥在索科羅島东北偏北约65公里降级热带低气压[22]。
- 06:00：热带低气压胡里奥消散[22]。

9月12日
- 18:00，15°48′N 112°00′W / 15.8°N 112.0°W：东风波在下加利福尼亚半岛最南端西南偏南约870公里发展出第十六E号热带低气压[23]。

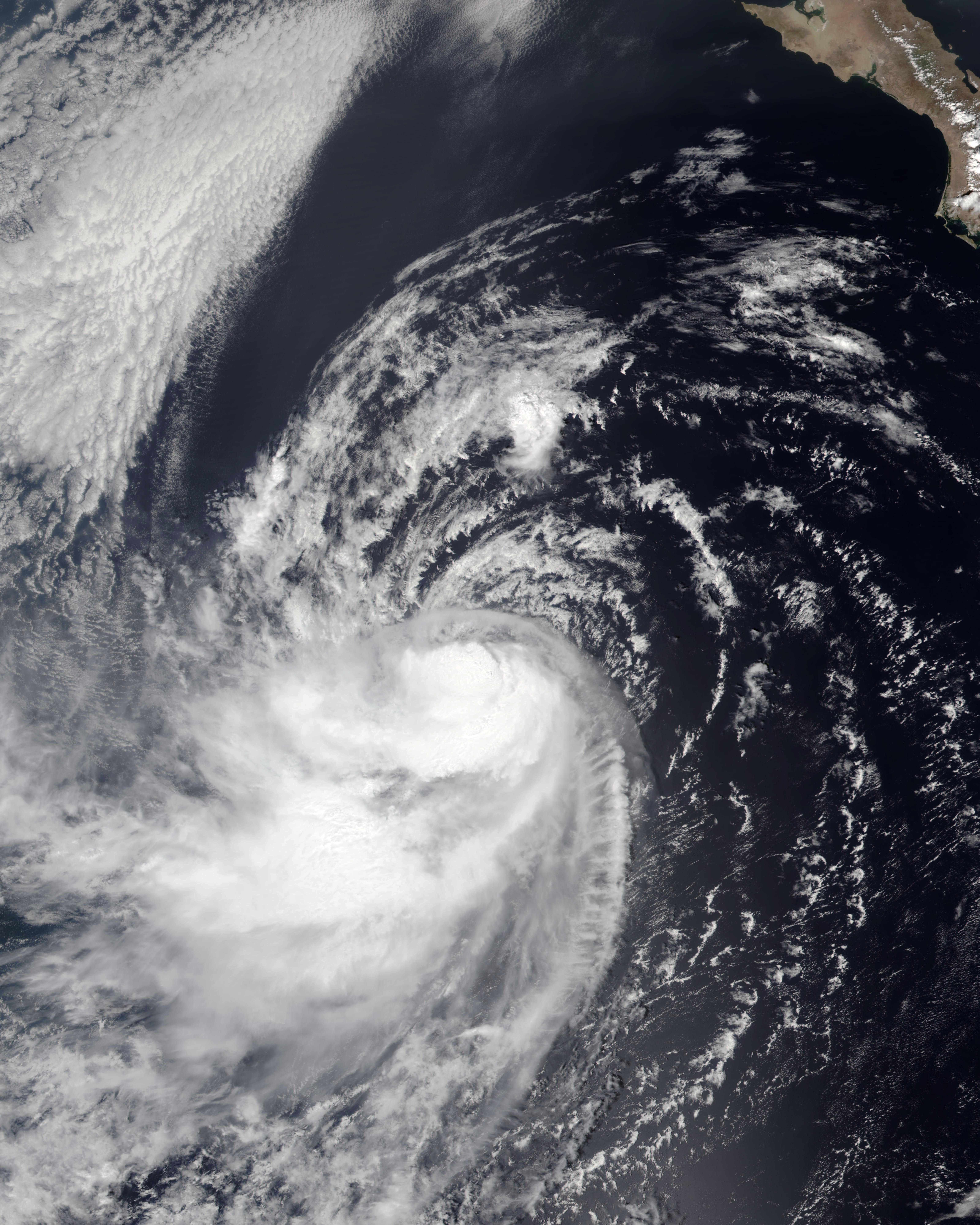
9月14日的热带风暴卡琳娜

9月13日
- 06:00，17°00′N 113°24′W / 17.0°N 113.4°W：第十六E号热带低气压在下加利福尼亚半岛最南端西南约740公里升级热带风暴并获名卡琳娜[23]。

9月15日
- 00:00，18°42′N 119°18′W / 18.7°N 119.3°W：热带风暴卡琳娜在下加利福尼亚半岛最南端西南偏西约1110公里达风力时速95公里、最低气压29.41英寸汞柱最高强度[23]。

9月16日
- 18:00，22°48′N 124°06′W / 22.8°N 124.1°W：热带风暴卡琳娜在下加利福尼亚半岛最南端以西约1480公里瓦解成残留低气压区[23]。

9月20日
- 18:00，15°42′N 108°00′W / 15.7°N 108.0°W：大西洋热带风暴贝塔南半部发展成低压槽，在下加利福尼亚半岛最南端东南偏南约925公里形成第十七E号热带低气压[24]。

9月21日
- 18:00，17°12′N 112°48′W / 17.2°N 112.8°W：第十七E号热带低气压在下加利福尼亚半岛最南端西南偏南约740公里升级热带风暴并获名洛厄尔[24]。

9月23日

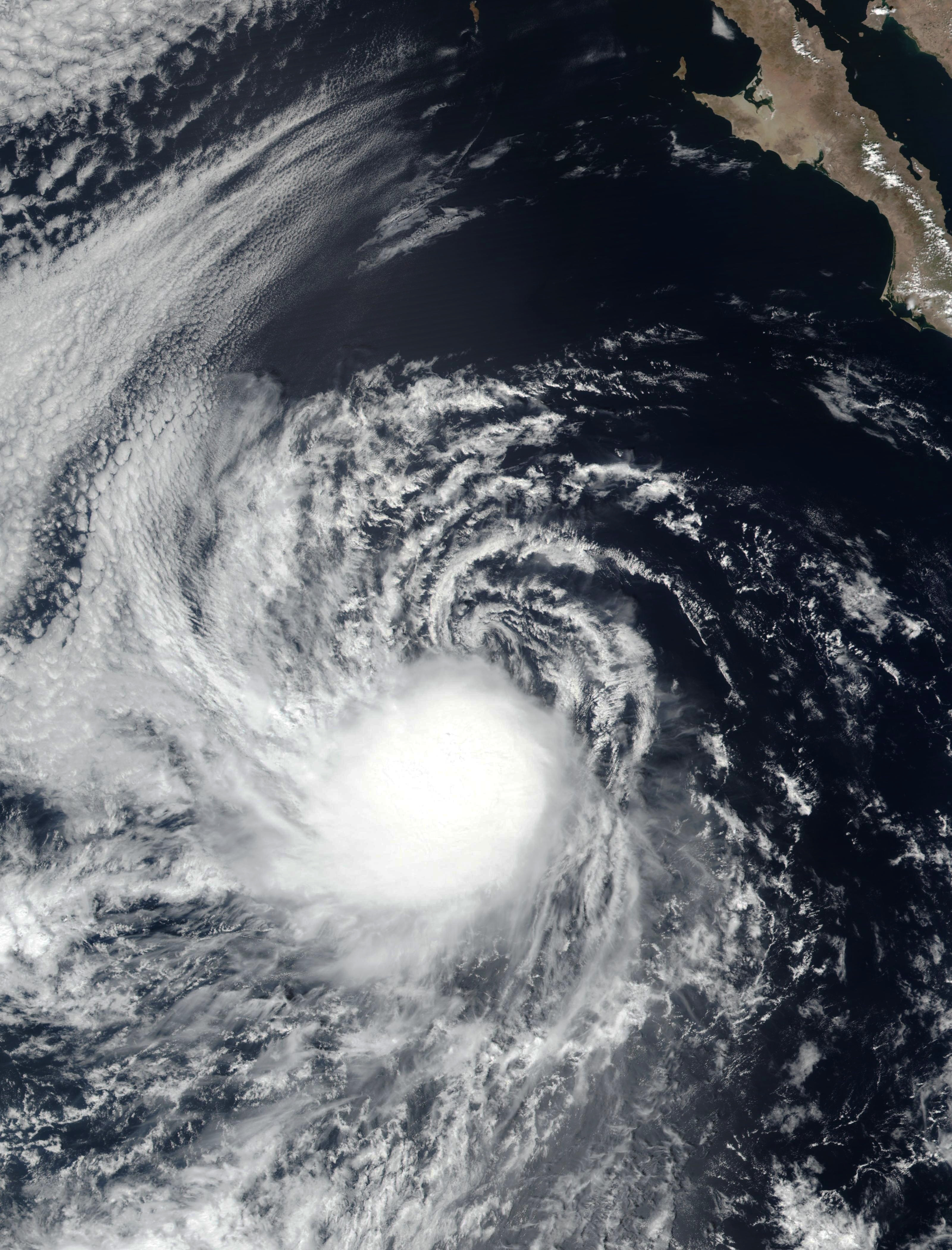
9月22日的热带风暴洛厄尔

- 06:00，19°36′N 119°18′W / 19.6°N 119.3°W：热带风暴洛厄尔在下加利福尼亚半岛最南端西南偏南约1295公里达到风力时速85公里、最低气压1001毫巴（百帕，29.56英寸汞柱）最高强度[24]。

9月25日
- 18:00，21°30′N 129°48′W / 21.5°N 129.8°W：热带风暴洛厄尔在下加利福尼亚半岛最南端以西约2035公里退化成残留低气压区[24]。

9月29日
- 06:00，13°30′N 107°00′W / 13.5°N 107.0°W：曼萨尼约西南约670公里季风槽内的扰动天气区形成第十八E号热带低气压[25]。
- 18:00，13°36′N 109°00′W / 13.6°N 109.0°W：第十八E号热带低气压在曼萨尼约西南偏南约790公里升级热带风暴并获名玛丽[25]。

### 十月
10月1日
- 00:00，14°24′N 116°06′W / 14.4°N 116.1°W：热带风暴玛丽在下加利福尼亚半岛最南端西南偏南约1145公里升级一级飓风[25]。

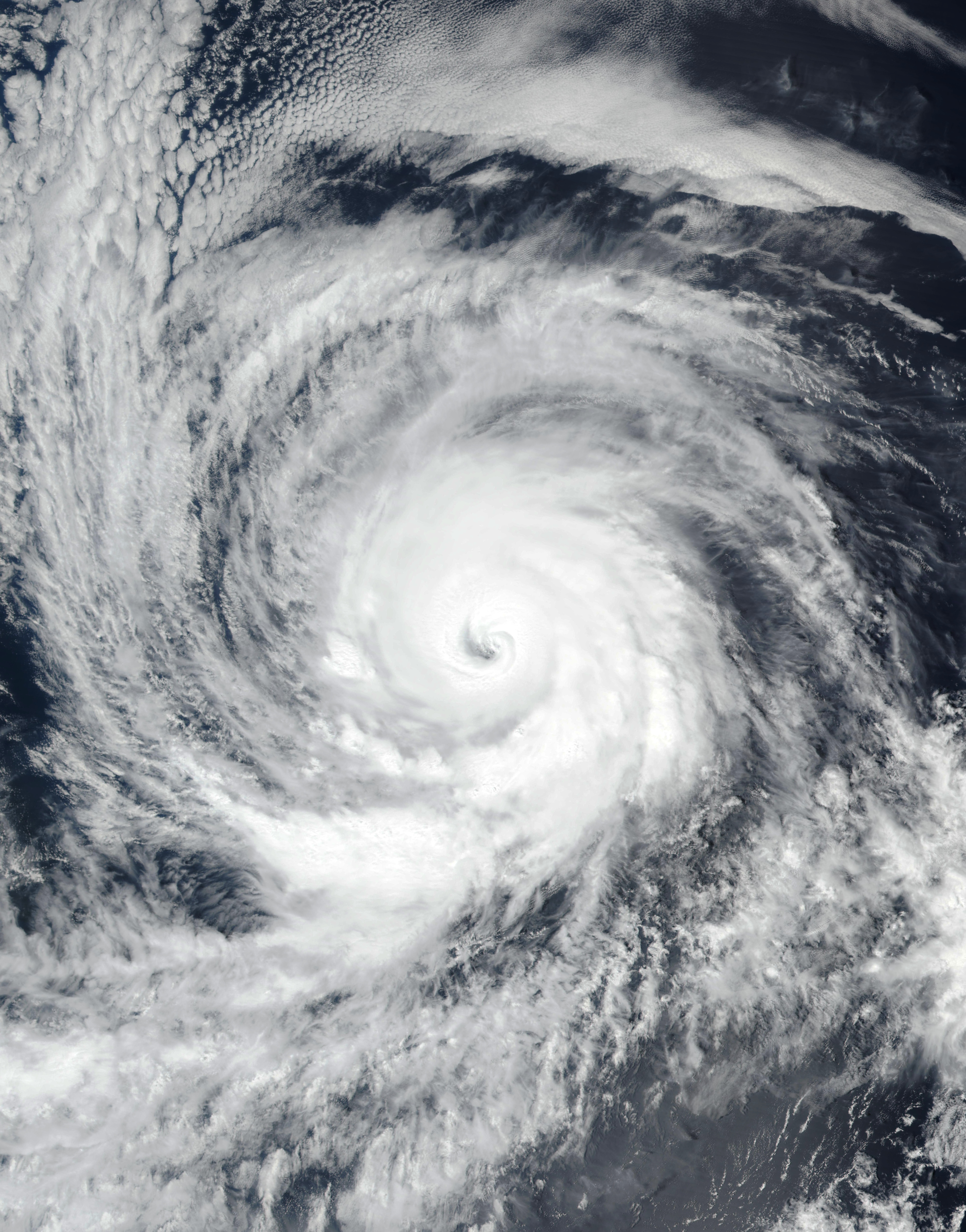
10月2日的四级飓风玛丽

- 12:00，14°48′N 119°00′W / 14.8°N 119.0°W：飓风玛丽在下加利福尼亚半岛最南端西南约1305公里升为二级飓风[25]

10月2日
- 00:00，15°24′N 121°30′W / 15.4°N 121.5°W：飓风玛丽在下加利福尼亚半岛最南端西南约1465公里增强成三级飓风[25]。
- 06:00，15°54′N 122°36′W / 15.9°N 122.6°W：飓风玛丽在下加利福尼亚半岛最南端西南约1535公里成为四级飓风并达到持续风速每小时220公里、最低气压945毫巴（百帕，27.91英寸汞柱）最高强度[25]。

10月3日
- 12:00，18°06′N 126°42′W / 18.1°N 126.7°W：飓风玛丽在下加利福尼亚半岛最南端西南偏西约1820公里减弱成三级飓风[25]。

10月4日
- 06:00，19°30′N 128°00′W / 19.5°N 128.0°W：飓风玛丽在下加利福尼亚半岛最南端西南偏西约1900公里回落至二级飓风强度[25]。
- 12:00，19°48′N 128°30′W / 19.8°N 128.5°W：飓风玛丽在下加利福尼亚半岛最南端西南偏西约1940公里弱化成一级飓风[25]。

10月5日
- 00:00，20°24′N 129°54′W / 20.4°N 129.9°W：飓风玛丽在下加利福尼亚半岛最南端西南偏西约2075公里降级热带风暴[25]。
- 06:00，11°24′N 105°00′W / 11.4°N 105.0°W：阿卡普尔科西南约1020公里的东风波形成第十九E号热带低气压[26]。
- 18:00，12°30′N 105°18′W / 12.5°N 105.3°W：第十九E号热带低气压在曼萨尼约以南约730公里升级热带风暴并获名诺伯特[26]。

10月6日

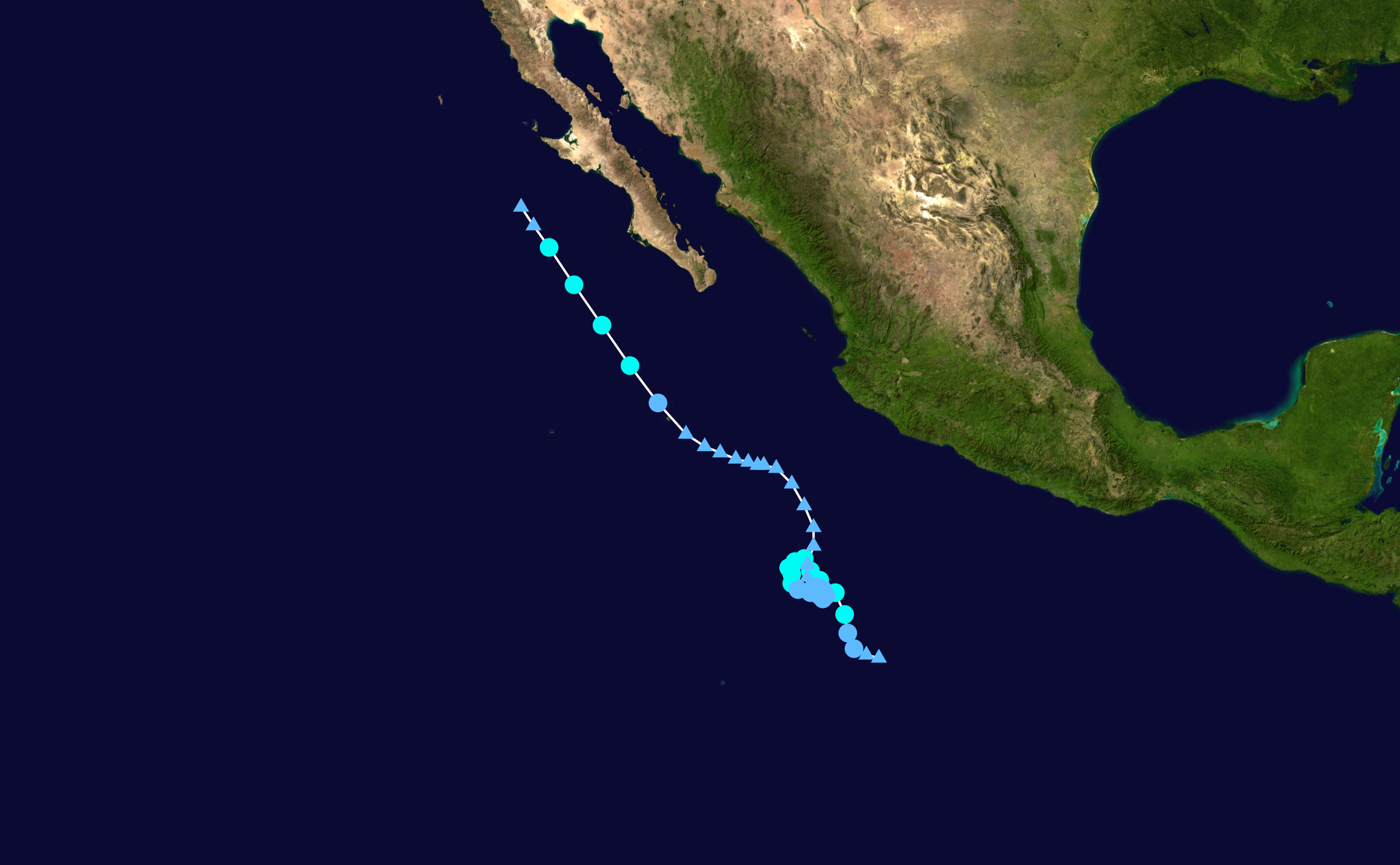
热带风暴诺伯特移动路线

- 12:00，13°54′N 106°24′W / 13.9°N 106.4°W：热带风暴诺伯特在曼萨尼约以南约740公里达到风力时速95公里、最低气压1000毫巴（百帕，29.53英寸汞柱）的最高强度[26]。
- 18:00，22°12′N 135°24′W / 22.2°N 135.4°W：热带风暴玛丽在希洛以东约2060公里瓦解成残留低气压区[25]。

10月8日
- 00:00，13°18′N 106°48′W / 13.3°N 106.8°W：热带风暴诺伯特在曼萨尼约西南偏南约685公里降级热带低气压[26]。

10月10日
- 00:00，13°30′N 106°24′W / 13.5°N 106.4°W：热带低气压诺伯特在曼萨尼约以南约835公里消散[26]。

10月13日
- 18:00，19°18′N 111°18′W / 19.3°N 111.3°W：诺伯特的残留在索科罗岛近海再生成热带低气压[26]。

10月14日
- 00:00，20°30′N 112°12′W / 20.5°N 112.2°W：热带低气压诺伯特在下加利福尼亚半岛最南端西南约345公里再度升级热带风暴[26]。

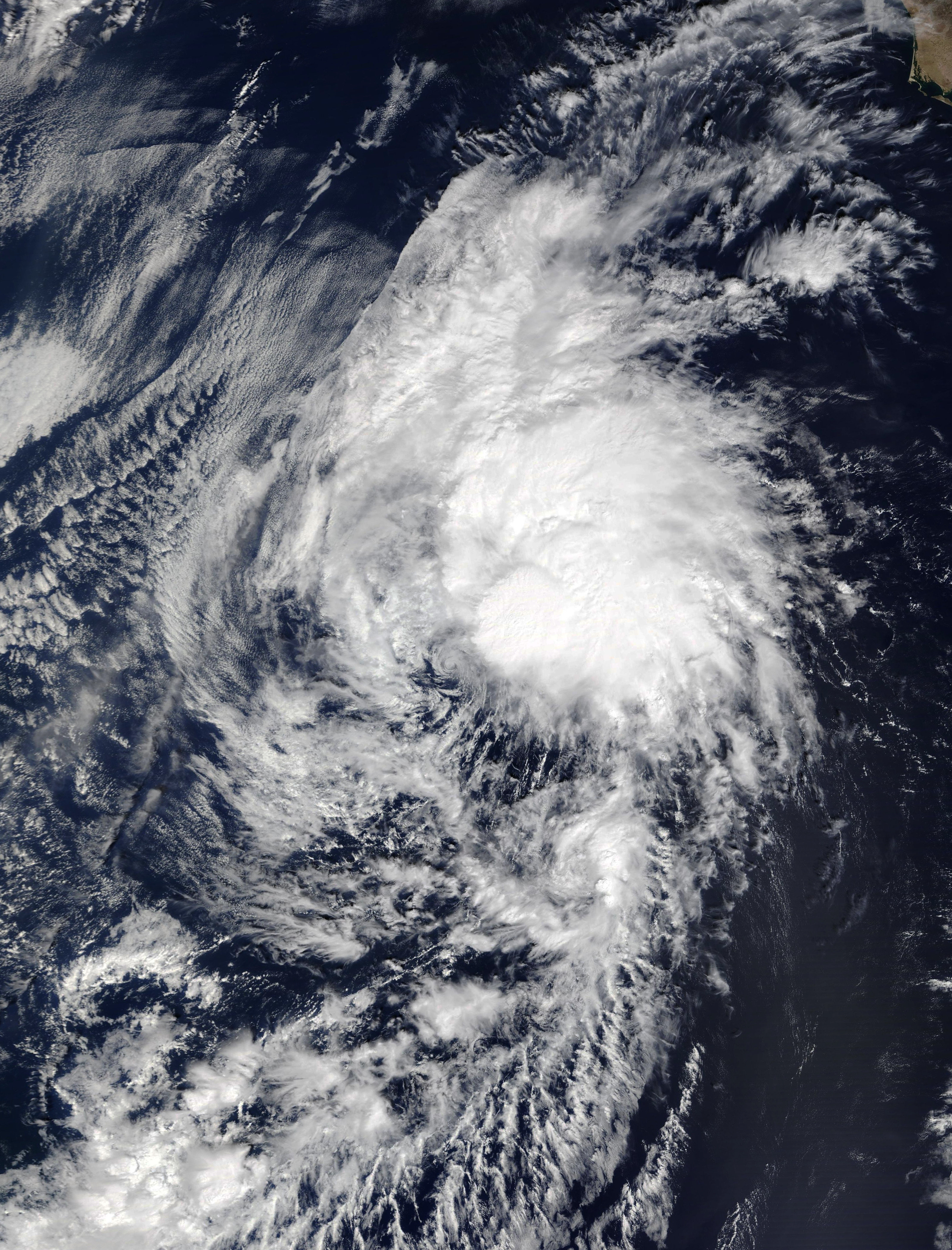
11月4日的热带风暴奥德莉丝

10月15日
- 00:00，25°00′N 115°18′W / 25.0°N 115.3°W：热带风暴诺伯特在墨西哥蓬塔尤金尼亚以南约300公里退化成残留低气压区[26]。

### 十一月
11月3日
- 18:00，13°42′N 115°30′W / 13.7°N 115.5°W：东风波在下加利福尼亚半岛最南端西南偏南约1175公里发展成热带风暴奥德莉丝[27]。

11月5日
- 00:00，17°42′N 121°12′W / 17.7°N 121.2°W：热带风暴奥德莉丝在下加利福尼亚半岛最南端西南约1305公里达到持续风速每小时85公里、最低气压1000毫巴（百帕，29.53英寸汞柱）最高强度[27]。
- 18:00，18°36′N 123°12′W / 18.6°N 123.2°W：热带风暴奥德莉丝在下加利福尼亚半岛最南端西南约1455公里瓦解成残留低气压区[27]。

11月17日
- 18:00，15°00′N 112°54′W / 15.0°N 112.9°W：下加利福尼亚半岛最南端西南偏南约925公里季风槽内的扰动天气空发展成第二十一E号热带低气压[28]

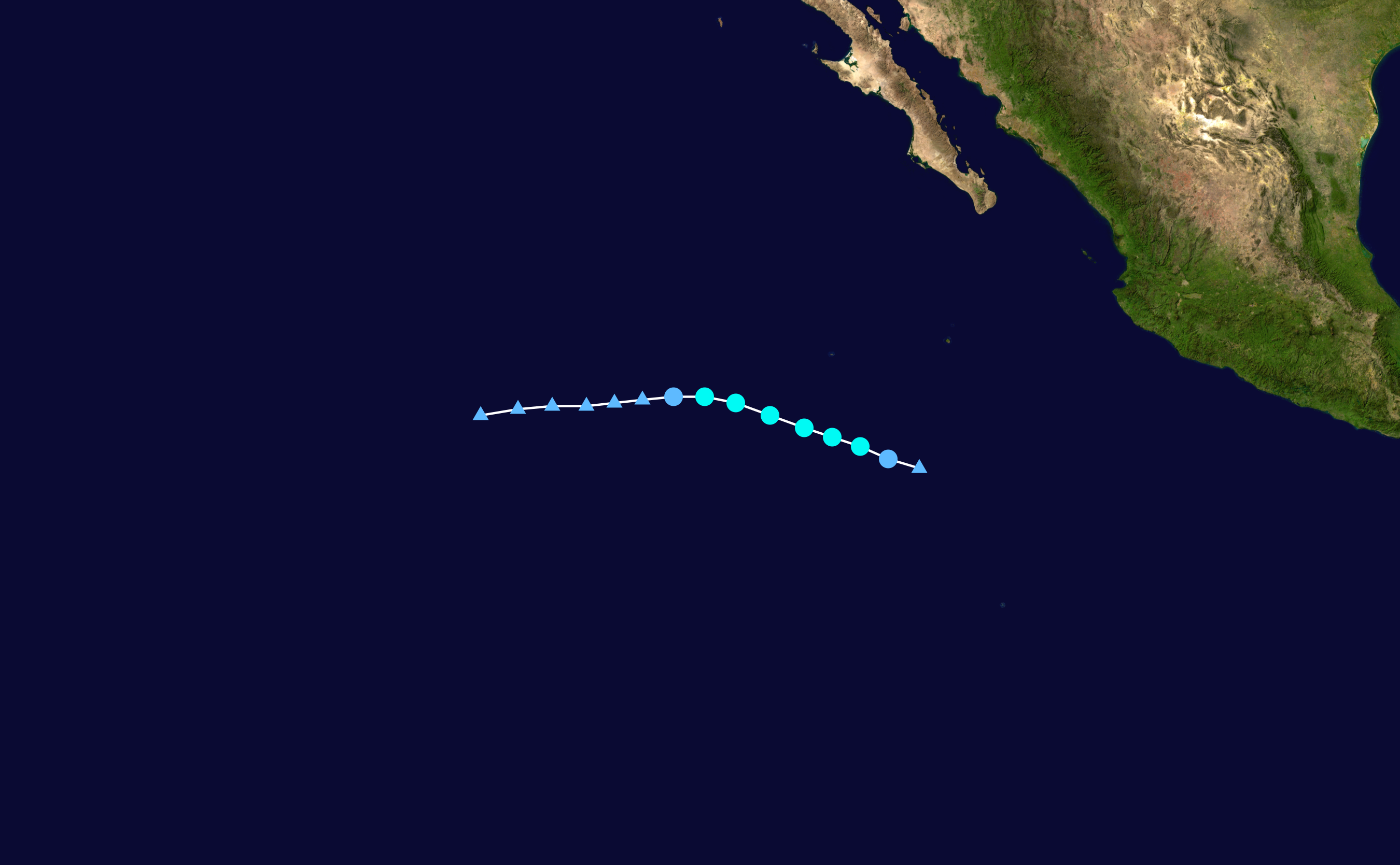
热带风暴波罗移动路线

11月18日
- 00:00，15°24′N 113°48′W / 15.4°N 113.8°W：第二十一E号热带低气压在下加利福尼亚半岛最南端西南偏南约915公里升级热带风暴并获名波罗[28]。
- 12:00，16°00′N 115°36′W / 16.0°N 115.6°W：热带风暴波罗在下加利福尼亚半岛最南端西南偏南约965公里达到持续风速每小时75公里、最低气压1004毫巴（百帕，29.65英寸汞柱）最高强度[28]。

11月19日
- 12:00，17°00′N 119°48′W / 17.0°N 119.8°W：热带风暴波罗在下加利福尼亚半岛最南端西南约1225公里降级热带低气压[28]。
- 18:00，16°54′N 120°48′W / 16.9°N 120.8°W：热带低气压波罗在下加利福尼亚半岛最南端西南偏西约1310公里消退成残留低气压区[28]。

11月30日
- 2020年太平洋飓风季正式结束[1]。